# Parascatopse wirthi
Parascatopse wirthi är en tvåvingeart som beskrevs av Cook 1955. Parascatopse wirthi ingår i släktet Parascatopse och familjen dyngmyggor.
Artens utbredningsområde är Florida. Inga underarter finns listade i Catalogue of Life.